# Düdingen
Düdingen (en francès Guin) és un municipi suís del cantó de Friburg, situat al districte de la Singine. Limita al nord amb els municipis de Barberêche, Gurmels i Kleinbösingen, a l'est amb Bösingen i Schmitten, al sud amb Tafers, i a l'oest amb Granges-Paccot, Friburg i La Sonnaz.
El municipi està format per les localitats de Balliswil, Bäriswil bei Tafers, Bundtels, Chastels, Galmis bei Düdingen, Garmiswil, Heitiwil, Jetschwil, Luggiwil, Mariahilf, Ottisberg, Räsch, Sankt Wolfgang, Schiffenen, Uebewil i Wittenbach.
És un dels municipis amb majoria de població de parla alemanya dins el cantó de Friburg, de parla majoritària francesa.

## Població
La següent gràfica mostra l'evolució de la població de Düdingen entre 1850 i 2008 :